# Влада Арсић
Влада Арсић (Београд, 14. новембар 1963) српски је писац, новинар и публициста.

## Биографија
Студирао је новинарство на Факултету политичких наука Универзитета у Београду, а каријеру је започео средином осамдесетих година прошлог века у Новим омладинским новинама (НОН), „Младости” и општинском гласилу „Вождовачке новине”.  Био је председник омладине Вождовца, члан Друштвено-политичког већа града Београда и члан Републичке конференције ССО Србије. Након увођења вишестраначја престао је са сваким видом политичког ангажовања.
Током новинарске каријере писао је за „Илустровану политику”, „Политикин забавник” и „Националну ревију Србија”, био је уредник у Дневним новинама „Пресс” и ревији „САТ плус”, те главни и одговорни уредник часописа „Хоризонт”. За непуних годину дана постојања, овај часопис добио је и највишу награду Туристичке организације Србије – Туристички цвет у области фотографије. Био је аутор и први уредник телевизијског серијала „Од злата јабука” за који је на Међународном фестивалу документарног филма у Великој Плани (2013) добио Златну буклију за литерарни приступ у филму „Божић у Злакуси”.
Ангажован је као едукатор Фондације „Тијана Јурић” и лиценцирани је предавач МУП-а на тему педофилије, наркоманије, секти, трговине људима и интернет-предатора.
Живи и ствара у Београду.